# Roque Idafe
De Roque Idafe (Rots van Idafe) is een bazaltrotspiek op de bodem van de vulkaankrater Caldera de Taburiente op het Canarische eiland La Palma.
De top is 730 m hoog en is gevormd door erosie door de Rio de Taburiente.
De Roque Idafe was van groot belang voor de Benahoarieten of Guanchen, de originele inwoners van La Palma. Archeologische vondsten in de buurt van de rotspiek getuigen van dierenoffers en vruchtbaarheidsriten.
De omgeving van de rotspiek is van uitzonderlijk natuurlijk belang, onder meer omwille van de aanwezigheid van kwetsbare plant- en diersoorten zoals de vetplant Aeonium nobile en de madeiradwergvleermuis (Pipistrellus maderensis).
De Roque Idafe is in 1994 uitgeroepen tot Monumento Natural (Natuurmonument).

## Beklimming
De Roque de Idafe kan niet beklommen worden. Hij kan het best worden waargenomen vanaf de weg die van de Barranco de Las Angustias naar de kampeerplaats van de Taburiente loopt.